# Celyphus hyacinthus
Celyphus hyacinthus är en tvåvingeart som först beskrevs av Jacques-Marie-Frangile Bigot 1859.  Celyphus hyacinthus ingår i släktet Celyphus och familjen Celyphidae. Inga underarter finns listade i Catalogue of Life.